# Kelly Rickon
Kelly Anne Rickon (ur. 27 października 1959 w San Diego) – amerykańska wioślarka (sterniczka), srebrna medalistka olimpijska.

## Kariera
Wystąpiła na igrzyskach olimpijskich w Los Angeles w 1984, gdzie osada USA w składzie: Lisa Rohde, Anne Marden, Joan Lind, Ginny Gilder i Kelly Rickon zdobyła srebrny medal, plasując się o 1,46 sekundy za osadą Rumunii i o 0,45 sekundy przed osadą Danii. Był to jej jedyny start olimpijski.
W tej samej konkurencji zajęła także piąte miejsce na mistrzostwach świata w Duisburgu (1983) i szóste na mistrzostwach świata w Bledzie (1979).
Kształciła się na Santa Clara University. Po zakończeniu kariery pracowała na Point Loma Nazarene University w San Diego. Była też między innymi przewodniczącą Komitetu Etyki U.S. Rowing (Związku Wioślarskiego USA).
Jej kuzynka, Lynn Silliman, także była wioślarką.